# Rovflugor
Rovflugor (Asilidae) är en familj i underordningen flugor (Brachycera) bland tvåvingarna.
Hit hör flugor med långsträckt bakkropp, långa och starka ben samt brett men kort huvud, vars korta men starka och spetsiga snabel vanligen hålls vågrätt framåtsträckt. Ögonen är starkt buktiga. Vingarna hålls under vilan platt hoplagda över varandra, parallellt med bakkroppen.
Dessa flugor är rovdjur, och lever på att gripa fast och suga näringen ur andra insekter som de fångar. 
Rovflugors larver lever i jorden och är rovdjur redan i detta stadium. Vanliga tillhåll för larverna är murkna stubbar.
Familjen består av 7 000 arter, varav 38, tillhörande 17 släkten, har påträffats i Sverige.